# 4e législature du Québec
| 3e législature                  | 3e législature                  | 3e législature                  | 3e législature                  | 3e législature                  | 3e législature                  | 3e législature                  | 3e législature                  | 4e législature                  | 4e législature                  | 4e législature                  | 4e législature                  | 4e législature                  | 4e législature                  | 4e législature                  | 4e législature                  | 4e législature                  | 4e législature                  | 4e législature                  | 4e législature                  | 4e législature                  | 4e législature                  | 4e législature                  | 4e législature                  | 4e législature        | 4e législature        | 4e législature        | 4e législature        | 4e législature        | 4e législature        | 4e législature        | 4e législature        | 4e législature        | 4e législature        | 4e législature        | 4e législature        | 4e législature        | 4e législature        | 4e législature        | 4e législature        | 4e législature        | 4e législature        | 4e législature        | 4e législature        | 5e législature        | 5e législature        | 5e législature        | 5e législature        | 5e législature        | 5e législature        |
| Gouvernement Boucherville (1er) | Gouvernement Boucherville (1er) | Gouvernement Boucherville (1er) | Gouvernement Boucherville (1er) | Gouvernement Boucherville (1er) | Gouvernement Boucherville (1er) | Gouvernement Boucherville (1er) | Gouvernement Joly de Lotbinière | Gouvernement Joly de Lotbinière | Gouvernement Joly de Lotbinière | Gouvernement Joly de Lotbinière | Gouvernement Joly de Lotbinière | Gouvernement Joly de Lotbinière | Gouvernement Joly de Lotbinière | Gouvernement Joly de Lotbinière | Gouvernement Joly de Lotbinière | Gouvernement Joly de Lotbinière | Gouvernement Joly de Lotbinière | Gouvernement Joly de Lotbinière | Gouvernement Joly de Lotbinière | Gouvernement Joly de Lotbinière | Gouvernement Joly de Lotbinière | Gouvernement Joly de Lotbinière | Gouvernement Joly de Lotbinière | Gouvernement Chapleau | Gouvernement Chapleau | Gouvernement Chapleau | Gouvernement Chapleau | Gouvernement Chapleau | Gouvernement Chapleau | Gouvernement Chapleau | Gouvernement Chapleau | Gouvernement Chapleau | Gouvernement Chapleau | Gouvernement Chapleau | Gouvernement Chapleau | Gouvernement Chapleau | Gouvernement Chapleau | Gouvernement Chapleau | Gouvernement Chapleau | Gouvernement Chapleau | Gouvernement Chapleau | Gouvernement Chapleau | Gouvernement Chapleau | Gouvernement Chapleau | Gouvernement Chapleau | Gouvernement Chapleau | Gouvernement Chapleau | Gouvernement Chapleau | Gouvernement Chapleau |
| 1877                            | 1877                            | 1877                            | 1877                            | 1877                            | 1878                            | 1878                            | 1878                            | 1878                            | 1878                            | 1878                            | 1878                            | 1878                            | 1878                            | 1878                            | 1879                            | 1879                            | 1879                            | 1879                            | 1879                            | 1879                            | 1879                            | 1879                            | 1879                            | 1879                  | 1880                  | 1880                  | 1880                  | 1880                  | 1880                  | 1880                  | 1880                  | 1880                  | 1880                  | 1880                  | 1881                  | 1881                  | 1881                  | 1881                  | 1881                  | 1881                  | 1881                  | 1881                  | 1881                  | 1881                  | 1882                  | 1882                  | 1882                  | 1882                  | 1882                  |

La 4e législature du Québec est élue lors des élections générales québécoises de 1878 tenue le 1er mai 1878. La législature dure jusqu'au 7 novembre 1881 au moment de la dissolution de l'Assemblée nationale.
Le gouvernement libéral de Joly de Lotbinière tente de se maintenir au pouvoir tout en étant minoritaire à l'Assemblée nationale. Il perd un vote de confiance le 29 octobre 1879, et le lendemain, contrairement à ce que lui recommandait Joly de Lotbinière, le lieutenant-gouverneur Théodore Robitaille décide de demander au chef de l'opposition Joseph-Adolphe Chapleau de former un gouvernement conservateur. Le gouvernement Chapleau se poursuivra pour le reste de la législature.

## Sessions
On compte quatre sessions à l'intérieur de la 4e législature :
- 1re session : 4 juin 1878 au 20 juillet 1878
- 2e session : 19 juin 1879 au 31 octobre 1879
- 3e session : 28 mai 1880 au 24 juillet 1880
- 4e session : 28 avril 1881 au 30 juin 1881

## Discours du budget
Quatre discours :
- 18 juin 1878 (anglais)
- 22 juin 1879 (anglais)
- 16 juin 1880
- 30 mai 1881

## Statistiques et faits saillants
- Députés en fonction qui se représentaient à cette élection : 55 sur 65 (85 %)
- Nombre de ceux-ci qui furent réélus : 38 sur 55 (69 %)
- Autres députés avec expérience parlementaire : 4
- Nombre de nouveaux députés (pourcentage de renouvellement de l'Assemblée) : 27 sur 65 (42 %)
- Députés élus sans opposition: 3
- Députés qui ne terminèrent pas leur mandat : 7 (trois députés sont morts en fonction, trois élections ont été annulées et un député a démissionné. De plus, un député élu pour compléter un mandat écourté a vu son élection annulée.)
- Députés qui firent partie du Cabinet : 13 (deux cabinets se sont succédé)
- Plus jeune député : François-L. Desaulniers (27 ans)
- Plus vieux député : Narcisse Blais (65 ans)
- Âge moyen : 44 ans
- Le nombre de séances (en jours) pour les quatre sessions : 177 jours[4].
- L'orateur[5] de l'Assemblée législative pendant la législature est :
  - Arthur Turcotte, député de Trois-Rivières
- Les orateurs[6] du Conseil législatif pendant la législature sont :
  - Henry Starnes
  - John Jones Ross
- Les greffiers[7] de l'Assemblée législative sont :
  - George Muir
  - Louis Delorme

## Évolution des députés par parti
|                                           |         |              |                          |        |
| Période                                   | Libéral | Conservateur | Conservateur indépendant | Vacant |
| De l'élection de mai 1878 à novembre 1878 | 31      | 32           | 2                        | -      |
| novembre 1878 à avril 1879                | 30      | 32           | 2                        | 1      |
| avril 1879 à mai 1879                     | 30      | 31           | 2                        | 2      |
| mai 1879 à juin 1879                      | 30      | 30           | 2                        | 3      |
| juin 1879 à juillet 1879                  | 32      | 30           | 2                        | 1      |
| juillet 1879 à octobre 1879               | 33      | 30           | 2                        | -      |
| octobre 1879 à janvier 1880               | 29      | 34           | 2                        | -      |
| janvier 1880 à février 1880               | 28      | 34           | 2                        | 1      |
| février 1880 à mars 1880                  | 28      | 34           | 1                        | 2      |
| mars 1880 à mai 1880                      | 29      | 35           | 1                        | -      |
| mai 1880 à juin 1880                      | 29      | 34           | 1                        | 1      |
| juin 1880 à novembre 1880                 | 29      | 35           | 1                        | -      |
| novembre 1880 à décembre 1880             | 29      | 34           | 1                        | 1      |
| décembre 1880 à mai 1881                  | 29      | 35           | 1                        | -      |
| mai 1881 à octobre 1881                   | 28      | 35           | 1                        | 1      |
| octobre 1881 à la dissolution             | 28      | 34           | 1                        | 2      |

## Liste des députés
|  | Nom                                              | Parti                                                    | District électoral  |
|  | ------------------------------------------------ | -------------------------------------------------------- | ------------------- |
|  | Robert Greenshields Meikle                       | Libéral                                                  | Argenteuil          |
|  | Narcisse Blais                                   | Libéral                                                  | Bagot               |
|  | Joseph Poirier                                   | Libéral                                                  | Beauce              |
|  | Célestin Bergevin                                | Conservateur                                             | Beauharnois         |
|  | Pierre Boutin                                    | Libéral                                                  | Bellechasse         |
|  | Joseph Robillard (avec intervalle en 1880)       | Conservateur                                             | Berthier            |
|  | Joseph-Israël Tarte                              | Conservateur                                             | Bonaventure         |
|  | William Warren Lynch                             | Conservateur                                             | Brome               |
|  | Michel-Dosithée-Stanislas Martel (jusqu'en 1879) | Conservateur                                             | Chambly             |
|  | Raymond Préfontaine (à partir de 1879)           | Libéral                                                  | Chambly             |
|  | Dominique Napoléon St-Cyr                        | Conservateur                                             | Champlain           |
|  | Onésime Gauthier                                 | Conservateur                                             | Charlevoix          |
|  | Édouard Laberge                                  | Libéral                                                  | Châteauguay         |
|  | William Evan Price (jusqu'en 1880)               | Conservateur indépendant                                 | Chicoutimi-Saguenay |
|  | Élisée Beaudet (à partir de 1880)                | Conservateur                                             | Chicoutimi-Saguenay |
|  | William Sawyer                                   | Conservateur                                             | Compton             |
|  | Charles Champagne                                | Conservateur                                             | Deux-Montagnes      |
|  | Nicodème Audet                                   | Conservateur                                             | Dorchester          |
|  | William John Watts                               | Libéral                                                  | Drummond-Arthabaska |
|  | Edmund James Flynn                               | Libéral (1878-1879) Conservateur (à partir de 1879)      | Gaspé               |
|  | Louis Beaubien                                   | Conservateur                                             | Hochelaga           |
|  | Alexander Cameron                                | Libéral                                                  | Huntingdon          |
|  | Louis Molleur                                    | Libéral                                                  | Iberville           |
|  | Narcisse Lecavalier                              | Conservateur                                             | Jacques-Cartier     |
|  | Vincent-Paul Lavallée                            | Conservateur                                             | Joliette            |
|  | Charles-Antoine-Ernest Gagnon                    | Libéral                                                  | Kamouraska          |
|  | Léon-Benoît-Alfred Charlebois                    | Conservateur                                             | La Prairie          |
|  | Onuphe Peltier (jusqu'en 1880)                   | Conservateur                                             | L'Assomption        |
|  | Joseph Marion (à partir de 1880)                 | Conservateur                                             | L'Assomption        |
|  | Louis-Onésime Loranger                           | Conservateur                                             | Laval               |
|  | Étienne-Théodore Pâquet                          | Libéral (jusqu'en 1879) Conservateur (à partir de 1879)  | Lévis               |
|  | Jean-Baptiste Couillard Dupuis                   | Libéral                                                  | L'Islet             |
|  | Henri-Gustave Joly de Lotbinière                 | Libéral                                                  | Lotbinière          |
|  | Édouard Caron                                    | Conservateur                                             | Maskinongé          |
|  | George Irvine                                    | Libéral                                                  | Mégantic            |
|  | Ernest Racicot                                   | Libéral (jusqu'en 1879) Conservateur (à partir de 1879)) | Missisquoi          |
|  | Octave Magnan                                    | Conservateur                                             | Montcalm            |
|  | Louis-Napoléon Fortin                            | Libéral (jusqu'en 1879) Conservateur (à partir de 1879)  | Montmagny           |
|  | Charles Langelier                                | Libéral                                                  | Montmorency         |
|  | Horatio Admiral Nelson                           | Libéral                                                  | Montréal-Centre     |
|  | Louis-Olivier Taillon                            | Conservateur                                             | Montréal-Est        |
|  | James McShane                                    | Libéral                                                  | Montréal-Ouest      |
|  | Laurent-David Lafontaine                         | Libéral                                                  | Napierville         |
|  | Charles-Édouard Houde                            | Conservateur                                             | Nicolet             |
|  | Louis Duhamel                                    | Conservateur                                             | Ottawa              |
|  | Levi Ruggles Church                              | Conservateur                                             | Pontiac             |
|  | François Langelier                               | Libéral                                                  | Portneuf            |
|  | David Alexander Ross                             | Libéral                                                  | Québec              |
|  | Rémi-Ferdinand Rinfret                           | Libéral                                                  | Québec-Centre       |
|  | Joseph Shehyn                                    | Libéral                                                  | Québec-Est          |
|  | Arthur H. Murphy                                 | Libéral                                                  | Québec-Ouest        |
|  | Michel Mathieu (jusqu'en 1881)                   | Conservateur                                             | Richelieu           |
|  | Jacques Picard                                   | Conservateur                                             | Richmond-Wolfe      |
|  | Alexandre Chauveau (jusqu'en 1880)               | Libéral (jusqu'en 1879) Conservateur (à partir de 1879)  | Rimouski            |
|  | Joseph Parent (à partir de 1880)                 | Libéral                                                  | Rimouski            |
|  | Solime Bertrand (jusqu'en 1879)                  | Conservateur                                             | Rouville            |
|  | Flavien-Guillaume Bouthiller (à partir de 1879)  | Libéral                                                  | Rouville            |
|  | Pierre Bachand (jusqu'en 1878)                   | Libéral                                                  | Saint-Hyacinthe     |
|  | Honoré Mercier (à partir de 1879)                | Libéral                                                  | Saint-Hyacinthe     |
|  | Félix-Gabriel Marchand                           | Libéral                                                  | Saint-Jean          |
|  | François L. Désaulniers                          | Conservateur                                             | Saint-Maurice       |
|  | Joseph Lafontaine                                | Libéral                                                  | Shefford            |
|  | Joseph Gibb Robertson                            | Conservateur                                             | Sherbrooke          |
|  | William Duckett                                  | Conservateur                                             | Soulanges           |
|  | Henry Lovell                                     | Libéral                                                  | Stanstead           |
|  | Georges-Honoré Deschênes                         | Conservateur                                             | Témiscouata         |
|  | Joseph-Adolphe Chapleau                          | Conservateur                                             | Terrebonne          |
|  | Arthur Turcotte                                  | Conservateur indépendant                                 | Trois-Rivières      |
|  | Émery Lalonde (père)                             | Conservateur                                             | Vaudreuil           |
|  | Jean-Baptiste Brousseau (jusqu'en 1879)          | Libéral                                                  | Verchères           |
|  | Achille Larose (1879-1881)                       | Libéral                                                  | Verchères           |
|  | Jonathan Saxton Campbell Würtele                 | Conservateur                                             | Yamaska             |

## Liste des conseillers législatifs
Le tableau ci-dessous montre les personnes qui ont siégé comme conseillers législatifs durant la 4e législature. Les conseillers législatifs étant nommés à vie, la dissolution de la législature n'a pas mis fin à leur mandat.
- Les caractères gras indiquent que la personne a été membre du conseil des ministres durant la législature.

|  | Nom                                                    | Parti        | Collège électoral |
|  | ------------------------------------------------------ | ------------ | ----------------- |
|  | Jean-Louis Beaudry                                     | Conservateur | Alma              |
|  | Thomas Wood                                            | Conservateur | Bedford           |
|  | Édouard Rémillard                                      | Libéral      | De la Durantaye   |
|  | Pierre-Eustache Dostaler                               | Conservateur | De Lanaudière     |
|  | Jean-Baptiste-Georges Proulx                           | Libéral      | De la Vallière    |
|  | Joseph-Gaspard Laviolette                              | Conservateur | De Lorimier       |
|  | Henry Starnes                                          | Conservateur | De Salaberry      |
|  | Thomas Savage                                          | Conservateur | Golfe             |
|  | Élisée Dionne                                          | Conservateur | Grandville        |
|  | George Bryson                                          | Conservateur | Inkerman          |
|  | Joseph Gaudet                                          | Conservateur | Kennebec          |
|  | Louis Panet                                            | Conservateur | La Salle          |
|  | Alexandre-René Chaussegros de Léry (jusqu'en 1880)     | Conservateur | Lauzon            |
|  | George Couture (à partir de 1881)                      | Conservateur | Lauzon            |
|  | Jean-Élie Gingras                                      | Conservateur | Les Laurentides   |
|  | Félix-Hyacinthe Lemaire (jusqu'en 1879)                | Conservateur | Mille-Isles       |
|  | Jean-Baptiste Lefebvre de Villemure (à partir de 1880) | Conservateur | Mille-Isles       |
|  | Charles-Eugène Boucher de Boucherville                 | Conservateur | Montarville       |
|  | Louis Archambeault                                     | Conservateur | Repentigny        |
|  | Eustache Prud'homme                                    | Conservateur | Rigaud            |
|  | Pierre Boucher de la Bruère                            | Conservateur | Rougemont         |
|  | John Jones Ross                                        | Conservateur | Shawinigan        |
|  | Pierre-Euclide Roy                                     | Conservateur | Sorel             |
|  | John Hearn                                             | Conservateur | Stadacona         |
|  | James Ferrier                                          | Conservateur | Victoria          |
|  | William Hoste Webb                                     | Conservateur | Wellington        |